# Кюшнур
Кюшнур (мар. Кӱшнур — «верхнее поле») — деревня в Медведевском районе Марий Эл Российской Федерации. Входит в состав Шойбулакского сельского поселения.
Численность населения — 72 человека (2014 год).

## География
Располагается в 13 км от административного центра сельского поселения — села Шойбулак.

## История
Деревня упоминается в экономических примечаниях генерального межевания 1795 года. В 1885 году в Кюшнуре была открыта церковно-приходская школа.

## Население
| 2010 | 2011 | 2012 | 2013 | 2014 |
| ---- | ---- | ---- | ---- | ---- |
| 86   | ↘75  | →75  | ↘74  | ↘72  |

Национальный состав на 1 января 2014 г.:
| Национальность | Численность, чел. | Доля    |
| -------------- | ----------------- | ------- |
| всего          | 72                | 100,0 % |
| Марийцы        | 61                | 84,7 %  |
| Русские        | 7                 | 9,7 %   |
| другие         | 4                 | 5,6 %   |

## Описание
Улично-дорожная сеть деревни имеет асфальтовое и щебеночное покрытие. Просёлочная дорога, ведущая от деревни к посёлку Лесной, имеет щебневое покрытие.
Жители проживают в индивидуальных домах, не имеющих централизованного водоснабжения и водоотведения. Дома газифицированы.
В деревне действует Кюшнурский фельдшерско-акушерский пункт — структурное подразделение Медведевской центральной районной больницы.